# トロピック・アイランド・ハム
トロピック・アイランド・ハム（原題：Tropic Island Hum）は、2004年にポール・マッカートニーが発表した楽曲、及び同曲を収録したシングル。

## 概要
ポールが、MPLコミュニケイションズ制作の同名アニメーション映画『Tropic Island Hum』（1997年公開）の主題歌として書いたジャズ風の曲。
完全バージョンは5分50秒あるが、これは映像の中でしか聞くことができない。
シングルは全英シングルチャートで21位まで上昇した。

## 録音
発表されたのは2004年だが、録音されたのは1987年（オーバーダブは1994年）と、録音されて置きながら未発表になる曲の多いポールの曲の中でも、長きに渡って未発表になっていた曲である。

## 演奏
この曲のボーカルを務めるのは、ポール、マリオン・モントゴメリー(女性ボーカル)、そしてロンドン・コミュニティ・ゴスペル・クワイアと呼ばれるコーラスチームである。
楽器の演奏は全く判っておらず、挿入されたドラムス、パーカッション、ギター、マンドリン、ホルンの奏者も全くもって不明である。なお、ストリングスはジョージ・マーティン・オーケストラ。